# John Twelve Hawks
John Twelve Hawks (siglo XX), seudónimo de un escritor estadounidense activo desde 2005, del cual se desconoce los datos reales.

## Trayectoria profesional
Autor de los libros El Viajero (2005 - The Traveller, en el idioma original) , El Río Oscuro (2007 - The Dark River, en idioma original) La ciudad dorada (2009 - The Golden City, en idioma original); las 3 novelas que conforman la trilogía La Cuarta Realidad que constituye el comienzo de la carrera del autor. 
Se conoce muy poco sobre el autor dado que vive fuera de la Red, es decir, fuera del alcance del gobierno o las autoridades, sin tener una tarjeta de crédito, licencia de conducir ni ninguna otra documentación que pueda unirlo al sistema. Su edad, domicilio y señas particulares son inciertas, o al menos se mantienen en secreto como un presunto truco publicitario.
En su primera novela, Twelve Hawks nos introduce en una mirada distinta de nuestro actual mundo, donde existe una Gran Máquina que puede controlar todos y cada uno de nuestros movimientos, si vivimos en la Red. Lejos de ser una copia del conocido 1984, este thriller con dejos de ciencia ficción se sitúa en nuestra realidad y nos cuenta acerca de lo que ocurre sin que el grueso de la gente lo sepa.
En febrero de 2010 la 20th Century Fox compró los derechos para la adaptación al cine. Se dice que será el guionista Alex Tse el encargado de la adaptación.